# Euderus beardsleyi
Euderus beardsleyi är en stekelart som beskrevs av Yoshimoto 1965. Euderus beardsleyi ingår i släktet Euderus och familjen finglanssteklar. Inga underarter finns listade i Catalogue of Life.